# Самбалпур (округ)
Самбалпу́р (англ. Sambalpur) — округ в индийском штате Орисса. Административный центр — город Самбалпур. Площадь округа — 6702 км². Почти 60 % территории округа покрыто лесом. По данным всеиндийской переписи 2001 года население округа составляло 935 613 человек. Уровень грамотности взрослого населения составлял 67,3 %, что значительно выше среднеиндийского уровня (59,5 %). Доля городского населения составляла 27,1 %.
- В 1993 году из части территории округа был создан округ Баргарх
- В 1994 году из части территории округа были созданы округа Дебагарх, Джхарсугуда